# Peter Limpke
Peter Limpke (geboren 1951 im Raum Bielefeld) ist ein deutscher Berufsschullehrer, Fachbuchautor und Kommunalpolitiker. Er hat Fachbücher in den Bereichen Wirtschaftslehre, Handel und Außenhandel veröffentlicht.

## Ausbildung und Berufstätigkeit
Limpke absolvierte von 1967 bis 1969 das Carl-Severing-Berufskolleg für Wirtschaft und Verwaltung in Bielefeld. Er studierte Wirtschaftspädagogik an der Georg-August-Universität Göttingen von April 1972 bis Mai 1977 und schloss als Diplom-Handelslehrer ab. Von 1979 bis 1996 war er als Berufsschullehrer der Berufsbildenden Schule 12 in Hannover beschäftigt. Von 1996 bis 1998 war Limpke Bearbeiter im Referat für Lehrerausbildung beim Niedersächsischen Kultusministerium. Von 1998 bis 2001 arbeitete er als Dezernatsleiter beim Niedersächsisches Landesinstitut für Lehrerfort- und -weiterbildung. Als Oberstudiendirektor war er von 2001 bis Ende August 2016 erster Leiter des Studienseminars für das Lehramt an berufsbildenden Schulen Göttingen.

## Kommunalpolitik
Für die SPD, deren Mitglied er seit 1969 ist, war er von 2016 und 2019 stellvertretender und von 2019 bis 2021 Ortsbürgermeister im Göttinger Stadtteil Geismar. Limpke war von 2016 bis 2021 Mitglied im Ortsrat von Geismar.

## Fachbücher (Auswahl)
- 1990: mit Hartwig Heinemeier und Hans Jecht: Wirtschaftslehre für Kaufleute im Einzelhandel, Winklers Verlag, Darmstadt, ISBN 3-8045-4037-6[8]
- 1994: mit Hartwig Heinemeier und Hans Jecht: Wirtschaftslehre für Berufsfachschulen,  Braunschweig: Westermann[9]
- 1994: mit Hartwig Heinemeier und Hans Jecht: Wirtschaftslehre für Berufsfachschulen, Winklers Westermann, Braunschweig[10]
- 2002: mit Hartwig Heinemeier und Hans Jecht: Kompaktwissen für Groß- und Außenhandelskaufleute : mit Beleggeschäftsgängen eines vollständigen Geschäftsjahres, Winklers Verlag, ISBN 3-8045-9700-9[11]
- 2005: mit Hartwig Heinemeier und Hans Jecht: Handeln im Handel (3 Bände: Grundstufe, Fachstufe 1 und Fachstufe 2), Braunschweig: Westermann[12]
- 2018: mit Alberto Carballo Revilla, Svenja Hausener, Sebastian Hecht, Hartwig Heinemeier, Hans Jecht, Marcel Kunze und Rainer Tegeler Hausener: Kaufmann/Kauffrau im E-Commerce (3 Bände),  Westermann, Braunschweig[13]
- 2019: mit Hartwig Heinemeier, Hans Jecht, Marcel Kunze und Rainer Tegeler: Einzelhandel 4.0 (3 Bände), Braunschweig: Westermann[14]
- 2020: mit Hartwig Heinemeier, Hans Jecht, Marcel Kunze und Rainer Tegeler: Groß im Handel  (3 Bände), Westermann, Braunschweig[15]
- 2023: mit Hartwig Heinemeier, Hans Jecht, Marcel Kunze und Rainer Tegeler: Büro & Co. nach Lernfeldern (3 Bände), Braunschweig: Westermann ISBN 978-3-8045-7457-1[16]